# Duke Nukem: Land of the Babes
Duke Nukem: Land of the Babes (с англ. — «Дюк Нюкем: Земля малышек») — шутер от третьего лица, разработанный американской компанией n-Space и выпущенный GT Interactive 19 сентября 2000 года эксклюзивно для PlayStation. Является спин-оффом серии Duke Nukem и прямым продолжением Duke Nukem: Time to Kill.

## Игровой процесс
Duke Nukem: Land of the Babes — шутер от третьего лица, графика и игровой процесс которого похожи на Duke Nukem: Time to Kill. Все враги, встречаемые в игре, новые, за исключением свинокопа и некро, которые были лишь слегка изменены. В игру были добавлены новые виды вооружения: снайперская винтовка, гранатомёт, шринкер и другое инопланетное оружие.
Игра разбита на 14 уровней. На большинстве уровней, помимо противников, находятся различные преграды, которые необходимо перелезать, перепрыгивать, переплывать, перебегать и так далее. Как и в предыдущих играх, прохождение многих уровней требует поиска соответствующих предметов, таких как ключи и взрывчатка.

## Сюжет
Планета пережила инопланетное вторжение, по результатам которого мужское население было полностью истреблено, а большинство женщин убито или взято в плен. Оставшиеся женщины организовали отряды сопротивления. С помощью расположенного на секретной базе портала женщины пытаются связаться с Дюком Нюкемом, но сигнал не доходит по неизвестным причинам. Начальница поручает одной из солдат сопротивления отправиться в настоящее время и лично оповестить Дюка о случившемся, передав ему очки со встроенной рацией и микрокомпьютером. В это время на базу врывается отряд Свинокопов, которые обнаруживают портал и узнают пункт назначения. Свинокопы решают прикончить Дюка в настоящем времени и также отправляются через портал.
Дюк встречается с гостями из будущего во время отдыха в стрип-баре Donky Donuts. Разобравшись с пришельцами, он отправляется в портал и появляется на разрушенной базе. Здесь он спасает девушку по имени Джейн, которая оказывается лидером сопротивления и вводит его в курс дела. Дюк берётся разыскать и уничтожить лидера вторжения по имени Сильвербек.

## Разработка
Первоначально игра должна была выйти в мае 2000 года. Позднее игра была портирована на Evercade в рамках сборника Duke Nukem Collection 2, выпущенного в ноябре 2023 года.

## Отзывы критиков
| Сводный рейтинг    | Сводный рейтинг |
| Агрегатор          | Оценка          |
| ------------------ | --------------- |
| Metacritic         | 37/100          |
| Иноязычные издания |                 |
| Издание            | Оценка          |
| AllGame            | [ 5 ]           |
| GameSpot           | 6,2/10          |
| IGN                | 4/10            |
| OPM                | [ 8 ]           |

Duke Nukem: Land of the Babes получила негативные отзывы от различных игровых изданий.

### Комментарии
1. ↑  Несмотря на то, что на упаковке написано GT Interactive, логотип Infogrames появляется в игре.